# Convención Blackwood
En el juego de cartas denominado bridge, la convención Blackwood es una convención de remate que fue desarrollada por Easley Blackwood. Es usada para explorar la posesión de ases y reyes de la pareja, y en algunas variantres, la dama de triunfos, para juzgar más precisamente si es probable que un slam sea un buen contrato.
Dos son las versiones de Blackwood más comunes: el Blackwood "estándar", desarrollado por Easley, y el "Roman key card" o "RKC" Blackwood, apodado así por el equipo italiano que lo inventó. El Blackwood estándar permite a un jugador contar los ases y reyes de la pareja en general. Las variantes del Key card están definidas por un palo clave o "key" en particular, que permite contar el rey y la dama de triunfos, así como los ases y reyes. Ambas versiones se inician con un canto de cuatro Sin Triunfos (4ST), y toda la familia de convenciones podría ser llamada Blackwood 4ST en ambas versiones, o Key Card 4ST en la variante key card.
Existen otras convenciones 4ST, tales como el Norman four notrump, pero prácticamente todas las parejas emplean algún miembro de la familia Blackwood como parte de sus métodos de aproximación a slam.

## 4 Sin Triunfos con otro significado
Si el canto precedente es un remate natural de Sin Triunfo, entonces el canto de 4ST también es natural. Sobre un paso del oponente es simplemente un apoyo y una invitación cuantitativa a seis Sin Triunfos, un pequeño slam. Sobre una interferencia de cuatro a palo es probable que sea un apoyo competitivo, esperando jugar 4ST. Estas interpretaciones naturales podrían mantenerse en otras subastas en donde la pareja ya ha rematado previamente sin triunfo en forma natural o ha mostrado una mano balanceada en forma convencional. En algunas situaciones donde 4ST es una invitación cuantitativa, especialmente donde 4♣ es un salto, muchas parejas usan la convención Gerber por tener una analogía con la familia Blackwood: 4♣ pide el número de ases o key cards.
Cuando ambos bandos están rematando, el canto de 4ST es probable que sea una petición convencional de saque, pidiéndole al partner que ayude a elegir uno de dos o tres palos, similar a un doblo informativo de bajo nivel o a una respuesta en cue a un doblo informativo.

## Blackwood estándar
Cuando el 4ST Blackwood estándar está vigente, un canto de cuatro Sin Triunfos (4ST) pide al partner que describa el número de ases que tiene en su mano. Con cero o cuatro, el partner replica 5♣; con uno, dos, o tres ases, 5♦, 5♥, o 5♠, respectivamente. La diferencia entre cero ases y cuatro es siempre clara para el que hace el Blackwood (a menos que la pareja carezca de los cuatro) de modo que un miembro de la pareja sabe cual es el número combinado de ases. Esto es a menudo suficiente para establecer el contrato final.
La continuación de 5ST pregunta por el número de reyes de acuerdo al mismo código de respuestas pero hechas al nivel de seis: 6♣ muestra cero o cuatro, etc. Un asking por el número de reyes confirma que la pareja tiene los cuatro ases, así que el partner puede responder al nivel de siete con la expectativa de ganar las trece bazas. (Un acuerdo común es cuando ♠ no es el palo de triunfo, 5♠ pide al respondedor cantar 5ST. Esto es útil cuando las respuesta de 4ST sobrepasó el pretendido palo de triunfo pero también mostró que es probable que el slam sea un contrato pobre porque están faltando dos ases).
Un fallo puede ser tan bueno como un as en algunas situaciones pero no debiera ser contado como un as. Algunos expertos (Kantar entre ellos) recomiendan que la respuesta de 5ST a 4ST – el canto más económico sin significado estándar asignado – sea usado para mostrar un fallo y dos ases y seis de un palo para mostrar un fallo en ese palo más un as.

## Roman Key Card Blackwood (RKCB)
El Roman Key Card Blackwood (RKCB) ha reemplazado ampliamente la versión estándar entre los jugadores de torneos. Fue desarrollada a partir de la variante Blackwood Romano (ver abajo). De acuerdo al RKCB hay cinco cartas key cards equivalentes más que cuatro ases; el rey de triunfos es considerado como uno. las respuestas de key card al canto de 4ST están más comprimidas que las del estándar y también empiezan a ubicar la dama de triunfo.
| 5♣ | – 0 o 3 key cards                        |
| 5♦ | – 1 o 4 key cards                        |
| 5♥ | – 2 o 5 cards sin la dama de triunfo     |
| 5♠ | – 2 o 5 key cards con la dama de triunfo |

Although the replies to 4NT are more compressed, it is almost always possible to infer which number of keycards is correct: 0 or 3, 1 or 4, 2 or 5. Evidence for that inference includes the entire auction as well as the number of key cards that the 4NT bidder holds.
The 5♥ and 5♠ replies with 2 of 5 key cards also deny and show the trump queen respectively. (Respondent may also show the queen with extra length in trumps, where the ace and king will probably draw all outstanding cards in the suit.)
The 5♣ and 5♦ replies tell nothing about the queen or extra length, but the 4NT bidder may ask about that using the cheapest bid other than five of the trump suit. The code for replies to that "queen ask" vary; a common rule is that the cheapest bid in the trump suit denies the queen or extra length and any other call shows it.
Roman Key Card Blackwood is predicated on existence of a trump suit, which determines which of the four kings and queens respondent should show as key cards. Trump agreement is not necessary, however. One common rule is that the last suit bid before 4NT bid is the key suit, lacking trump agreement.

### 1430 RKCB
Algunas parejas usan la respuesta de ♣ para mostrar 1 o 4 y la respuesta de ♦ para mostrar 3 o 0; a esta modalidad se le denomina "1430" mientras que a la versión original es la "0314". Para facilitar la pregunta de la Dama, una versión experta ha sido desarrollada, en donde "1430" es usada por la mano fuerte y "0314" es usada por la mano débil. Hay reglas específicas que determinan cuando el preguntador es considerado la mano débil y cuando es la mano fuerte.

## Roman Blackwood
Una variante de la convención Blackwood estándar, conocida como Blackwood Romano, fue popularizada por el famoso Blue Team italiano en los 1960s. En el Blackwood romano, las respuestas son incluso más ambiguas, pero más conservadoras de espacio. El esquema básico de respuestas es:
| 5♣ | – 0 o 3 ases |
| 5♦ | – 1 o 4 ases |
| 5♥ | – 2 ases     |

En la práctica, es improbable que haya ambigüedad, ya que la diferencia de fuerza entre las manos con 0 o 1 y 3 o 4 ases es suficientemente grande que ella puede ser establecida en las vueltas previas de remate. En otras palabras, un partner que previamente ha mostrado, por ejemplo, un rango de 12-15 puntos honores (PH) es improbable que posea 3 ases por su remate.
Incluso el Blackwood romano tiene diversas variantes, manipulando alrededor de las respuestas de 5{crz}} y 5♠. en todas las variantes, ellas indican 2 ases. Una variante es que 5♠ muestra valores adicionales, mientras que 5♥ no lo hace. En otras variantes, las respuestas de 5♥ - 5ST denotan combinaciones específicas de ases (mismo color, mismo rango, o "alternados" o discontiguos).
If the querying partner ascertains that all aces are present, he can continue as follows:
- 5ST is the Gran slam force
- The first available bid which is not the agreed suit is the Roman Blackwood for kings. The partner responds stepwise, as above.

## Otros Asking bids diferentes a 4ST

### Kickback
"Kickback" es la variante de RKCB diseñada por Jeff Rubens de acuerdo con el Principio del Espacio Útil. Los peldaños de respuesta son iguales a los de RKCB, pero la pregunta no es necesariamente 4ST. En cambio, es el canto del palo a nivel de 4 inmediatamente superior al palo del triunfo acordado, i.e.:
| 4♦  | – RKCB a ♣ |
| 4♥  | – RKCB a ♦ |
| 4♠  | – RKCB a ♥ |
| 4ST | – RKCB a ♠ |

Kickback tiene la ventaja que ahorra espacio de remate y, especialmente en los enchufes a los palos menores, provee seguridad al nivel de 5 si es que faltan los key cards requeridos. Debido a que de otro modo el canto del Kickback sería un canto de control, 4ST es usualmente sustituido como el control en ese palo (i.e., 4ST es un control en ♥ si wl palo de triunfo acordado es ♦. La desventaja es que en parejas informales se puede producir confusión de si un canto es Kickback, un canto de control o una preferencia por un palo diferente:
| Oeste | Este |
| ----- | ---- |
| 1♥    | 1♠   |
| 2♥    | 3♦   |
| 4♦    | 4♥   |
| Paso  |      |

Este pretendió decir 4♥ como Kickback, pero Oeste pensó que era soporte secundario a ♥, y, teniendo valores mínimos, decidió pasar. Como resultado de esto, se perdió un razonable gran slam a ♦.
Una pareja establecida acuerda que como el palo de ♥ no fue apoyado después de la redeclaración del abridor, 4♥ no puede razonablemente mostrar apoyo, y debe ser pregunta de ases a ♦.

### Redwood
"Redwood" es una variante de Kickback, en la cual el principio del kickback es utilizado solo cuando el palo de triunfo es un palo menor. El nombre deriva del hecho que el keycard por ases será siempre un palo rojo:
4♦– RKCB por ♣
4♥– RKCB por ♦
Usando "Redwood," la pregunta de keycard por ases de 4ST sigue siendo usada cuando el palo de triunfos es un mayor (♥ o ♠}).

### Minorwood
"Minorwood" es una variante del Blackwood, en la cual el palo menor que acuerden los partners es en í mismo usado como la pregunta de key card de ases. La pregunta es hecha al nivel de cuatro. Entonces:
4♣– RKCB por ♣
4♦– RKCB por ♦

### Exclusion Blackwood
Exclusion Blackwood o Voidwood. fue diseñada por Bobby Goldman como un intento de resolver la situación cuando el preguntador de Blackwood tenía un fallo. En tal caso, el no está interesado en el as del palo en que está fallo, ya que ya tiene el control de primera vuelta; en este caso el as del partner representaría una duplicación de valores. Debe notarse, sin embargo, que muchos jugadores, incluso expertos, rechazan jugar Exclusion Blackwood por el potencial desastre que significa olvidarse del acuerdo.
Usualmente es jugada como el Roman Key Card Blackwood, con solo cuatro key cards: los tres Ases fuera del palo fallo y el rey de triunfos. Sin embargo, la pregunta no es 4ST, sino el palo fallo — Voidwood se hace saltando al nivel de 4 o 5 en el palo fallo después que se ha encontrado un enchufe, por ejemplo:
| Oeste | Este |
| ----- | ---- |
| 1♠    | 3♠   |
| 5♣    |      |

Los cantos de 5♣, 5♦ y 5♥ muestran un Voidwood, denotando el fallo en el palo cantado y preguntando por los otros key cards. Las respuestas son, como en el RKCB:
- 1.er paso – 0 o 3 key cards (1 o 4, si se está jugando 1430)
- 2º paso – 1 o 4 key cards (0 o 3)
- 3º paso – 2 key cards sin la dama de triunfos
- 4º paso – 2 key cards con la dama de triunfos

## Otras lecturas
- Ron Klinger, en colab. con Husband & Kambites. (1994) Basic Bridge Victor Gollancz, London, UK. ISBN 0-575-05690-8
- Paul Mendelson, Mendelson's Guide to The Bidding Battle (1998) Colt Books, Cambridge, UK. ISBN 0-905899-86-5
- Ben Cohen y Rhoda Barrow (ed). The Bridge Players' Encyclopedia 1967 Paul Hamlyn, London UK.
- William S. Root, The ABCs of Bridge (1998) Crown Publishers Inc, New York, USA ISBN 0-609-80162-7
- Eric Crowhurst & Andrew Kambites. Understanding Acol. The Good Bidding Guide 1992 Victor Gollancz in association with Peter Crawley, London, UK. ISBN 0-575-05253-8
- Eddie Kantar, Roman Keycard Blackwood: The Final Word (2008) Master Point Press, Toronto, Canada ISBN 978-1-897106-35-8